# Eduard Albrecht
Heinrich Wilhelm Eduard Albrecht (* 2. September 1823 in Berlin; † 25. Januar 1883 ebenda) war ein deutscher Zahnmediziner.
Eduard Albrecht war der Sohn eines Zahnarztes und studierte 1843 bis 1847 Medizin in Berlin mit der Promotion 1847. Zunächst wollte er niedergelassener Arzt werden, wurde aber durch seinen Studienfreund Albrecht von Graefe bewogen sich der Zahnheilkunde zuzuwenden. 1855 eröffnete er die erste Klinik für Zahn- und Mundkrankheiten in Deutschland in Berlin. 1861 wurde er Privatdozent für Zahnheilkunde, nachdem er sich für dieses Fach habilitiert hatte und 1867 außerordentlicher Professor für Zahnheilkunde an der Friedrich-Wilhelms-Universität in Berlin. Er starb aufgrund einer Infektion, die er sich in Ausübung seines Berufs zuzog.
Durch seine Schriften und Forschungen trug er dazu bei, die Zahnheilkunde als Universitätsfach in Deutschland zu etablieren.
Zum 25-jährigen Jubiläum seiner Klinik wurde 1880 ein Albrecht-Stipendium gestiftet.

## Schriften
- Die Krankheiten der Zahnpulpa, Berlin 1858
- Die Krankheiten an der Wurzelhaut der Zähne, Berlin 1860.
- Klinik der Mundkrankheiten, 2 Bände, 1862, 1872
- Beiträge zu Albert Eulenburgs Real-Encyclopädie der gesammten Heilkunde. Erste Auflage.
  - Band 1 (1880) (Digitalisat), S. 206–207: Alveolaratrophie; S. 207–208: Alveolarblenorrhoe; S. 457–460: Aphthen
  - Band 4 (1880) (Digitalisat), S. 45–55: Dentition
  - Band 5 (1881) (Digitalisat), S. 82–85: Erosion der Zähne
  - Band 7 (1881) (Digitalisat), S. 152–154: Implantation (der Zähne)
  - Band 9 (1881) (Digitalisat), S. 478–485: Necrosis (Caries) der Zähne
  - Band 10 (1882) (Digitalisat), S. 487–495: Periodontitis
  - Band 11 (1882) (Digitalisat), S. 349–351: Ranula